# Cyrtopogon caesius
Cyrtopogon caesius là một loài ruồi trong họ Asilidae. Cyrtopogon caesius được Melander miêu tả năm 1923. Loài này phân bố ở vùng Tân Bắc giới.